# Grupo de Hungaria (astronomía)
El grupo de Hungaria es un grupo de asteroides que se localizan en el cinturón de asteroides. Los asteroides de este grupo orbitan el sol con un semieje mayor (radio más largo de una elipse) entre 1,78 y 2,00 unidades astronómicas (AU). Componen la concentración más densa de asteroides del Sistema Solar —los asteroides cercanos a la Tierra cuentan con menos unidades— y su nombre deriva del miembro más grande del grupo (434) Hungaria.